# 1993-as Formula–1 japán nagydíj
A japán nagydíj volt az 1993-as Formula–1 világbajnokság tizenötödik futama.

## Futam
Japánban Prost pályafutása utolsó pole-pozícióját szerezte, az év során tizenharmadik alkalommal. Senna a második, Häkkinen a harmadik, Schumacher a negyedik helyről indult. Senna a rajtnál megelőzte a franciát, míg Berger megelőzte Schumachert. Schumachert később Hill is megelőzte, akit a német megpróbált visszaelőzni, de nekiütközött és kiesett. Senna első boxkiállása után Prost vette át a vezetést, de később elkezdett esni, a brazil a 21. körben visszavette az első helyet. A kör végén mindketten kiálltak esőgumiért, Senna hamar nagy előnyre tett szert, míg Prost az első kanyarban kicsúszott, de gond nélkül visszatért a pályára. Miután elállt az eső, a versenyzők visszatértek a boxba slick gumikért. Senna sok időt veszített Eddie Irvine miatt, aki visszavette egy kör hátrányát a braziltól, de Senna így is megőrizte a vezető pozíciót boxkiállása után. Senna győzött Prost, Häkkinen és Hill előtt.
| Helyezés | #  | Versenyző          | Csapat/Motor          | Körök | Idő/Kiesés oka | Rajthely | Pontszám |
| -------- | -- | ------------------ | --------------------- | ----- | -------------- | -------- | -------- |
| 1        | 8  | Ayrton Senna       | McLaren-Ford          | 53    | 1:40:27,912    | 2        | 10       |
| 2        | 2  | Alain Prost        | Williams-Renault      | 53    | +11,435        | 1        | 6        |
| 3        | 11 | Mika Häkkinen      | McLaren-Ford          | 53    | +26,129        | 3        | 4        |
| 4        | 0  | Damon Hill         | Williams-Renault      | 53    | +1:23,538      | 6        | 3        |
| 5        | 14 | Rubens Barrichello | Jordan-Hart           | 53    | +1:35,101      | 12       | 2        |
| 6        | 15 | Eddie Irvine       | Jordan-Hart           | 53    | +1:46,421      | 8        | 1        |
| 7        | 26 | Mark Blundell      | Ligier-Renault        | 52    | +1 kör         | 17       |          |
| 8        | 30 | Jyrki Järvilehto   | Sauber                | 52    | +1 kör         | 11       |          |
| 9        | 25 | Martin Brundle     | Ligier-Renault        | 51    | Ütközés        | 15       |          |
| 10       | 24 | Pierluigi Martini  | Minardi-Ford          | 51    | +2 kör         | 22       |          |
| 11       | 12 | Johnny Herbert     | Lotus-Ford            | 51    | +2 kör         | 19       |          |
| 12       | 19 | Szuzuki Tosio      | Larrousse-Lamborghini | 51    | +2 kör         | 23       |          |
| 13       | 11 | Pedro Lamy         | Lotus-Ford            | 49    | Kicsúszás      | 20       |          |
| 14       | 9  | Derek Warwick      | Footwork-Mugen-Honda  | 48    | Ütközés        | 7        |          |
| Kiesett  | 6  | Riccardo Patrese   | Benetton-Ford         | 45    | Kicsúszás      | 10       |          |
| Kiesett  | 28 | Gerhard Berger     | Ferrari               | 40    | Motorhiba      | 5        |          |
| Kiesett  | 10 | Szuzuki Aguri      | Footwork-Mugen-Honda  | 28    | Kicsúszás      | 9        |          |
| Kiesett  | 23 | Jean-Marc Gounon   | Minardi-Ford          | 26    | Visszalépett   | 13       |          |
| Kiesett  | 3  | Katajama Ukjó      | Tyrrell-Yamaha        | 26    | Motorhiba      | 24       |          |
| Kiesett  | 29 | Karl Wendlinger    | Sauber                | 25    | Motorhiba      | 16       |          |
| Kiesett  | 20 | Érik Comas         | Larrousse-Lamborghini | 17    | Motorhiba      | 21       |          |
| Kiesett  | 5  | Michael Schumacher | Benetton-Ford         | 10    | Ütközés        | 4        |          |
| Kiesett  | 27 | Jean Alesi         | Ferrari               | 7     | Motorhiba      | 14       |          |
| Kiesett  | 4  | Andrea de Cesaris  | Tyrrell-Yamaha        | 0     | Ütközés        | 18       |          |

## A világbajnokság élmezőnyének állása a verseny után
| H  | Versenyzők         | Pont | H  | Konstruktőrök    | Pont |
| -- | ------------------ | ---- | -- | ---------------- | ---- |
| 1. | Alain Prost        | 93   | 1. | Williams-Renault | 158  |
| 2. | Damon Hill         | 65   | 2. | McLaren-Ford     | 74   |
| 3. | Ayrton Senna       | 63   | 3. | Benetton-Ford    | 72   |
| 4. | Michael Schumacher | 52   | 4. | Ferrari          | 23   |
| 5. | Riccardo Patrese   | 20   | 5. | Ligier-Renault   | 22   |

## Statisztikák
Vezető helyen:
- Ayrton Senna: 46 (1-13 / 21-53)
- Alain Prost: 7 (14-20)

Ayrton Senna 40. győzelme, Alain Prost 32. pole-pozíciója, 41. (R) leggyorsabb köre.
- McLaren 103. győzelme.

Eddie Irvine első versenye.